# Dorycnopsis gerardii
Dorycnopsis gerardii là một loài thực vật có hoa trong họ Đậu. Loài này được (L.) Boiss. mô tả khoa học đầu tiên.